# Cantaloop
Cantaloop (Flip Fantasia) est une chanson du groupe britannique de jazz rap Us3. Elle est sortie en 1993 sur l'album Hand on the Torch.
Cantaloop (Flip Fantasia) reprend des samples des chansons Cantaloupe Island de Herbie Hancock et Everything I Do Gonna Be Funky (From Now On) de Lou Donaldson.
Le titre a été enregistré en démo un an avant la première sortie du groupe. Mais aux États-Unis, Cantaloop (Flip Fantasia) a atteint la 21e place du classement R&B Single Sales n°9 du Billboard Hot 100, devenant ainsi le seul top 40 du groupe. Il n'a pas été initialement répertorié dans leur Royaume-Uni natal, mais après son succès aux États-Unis, il a ensuite été réédité au Royaume-Uni où il a culminé à la 23e place . "Cantaloop" a été certifié disque d'or par la Recording Industry Association of America (RIAA) le 25 mars 1994 pour avoir vendu plus de 500 000 exemplaires.
Au début de la chanson, il y a une référence au club de jazz new-yorkais Birdland dans une annonce de Pee Wee Marquette. Celle-ci est reprise de A Night at Birdland Vol. 1 (1954) d'Art Blakey.
La chanson est présente sur la bande originale du film Super Mario Bros. (1993) et le film  Opération Shakespeare (1994).